# Robert Hager

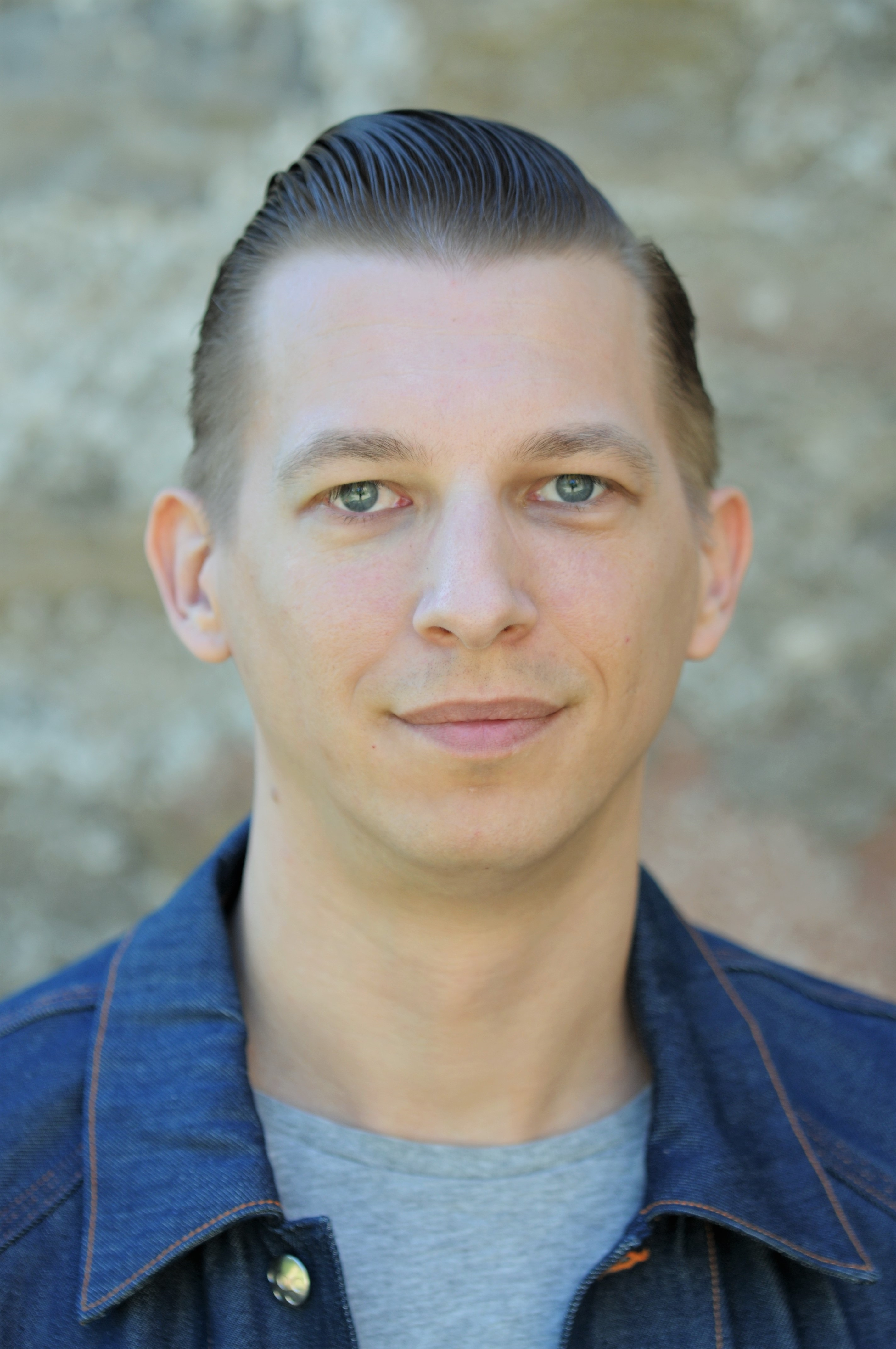
Robert Hager

Robert Michael Hager (* 13. August 1983 in Wien) ist ein österreichischer Schauspieler und Fotograf.

## Biografie
Hagers Ausbildung erfolgte im Zeitraum 2008 bis 2011 an der Universität für Musik und darstellende Kunst Wien, zeitgleich erhielt er von 2009 bis 2012 eine Schauspielausbildung am Prayner Konservatorium für Musik und Dramatische Kunst. Im Zeitraum 2012 bis 2018 war er als Schauspieler im Theater in der Josefstadt, dem ältesten noch bestehenden Theater Wiens, tätig. Dort wirkte er 2014 in der Rolle eines Soldaten in dem Bühnenstück Die Schüsse von Sarajevo mit. Das Stück basiert auf dem Roman Der letzte Sonntag. Bericht über das Attentat von Sarajevo des serbischstämmigen Autors Milo Dor, von dessen Sohn Milan die Bühnenfassung stammt. Im darauffolgenden Jahr war Hager dort in dem Stück Eine dunkle Begierde als SS-Offizier zu sehen. Inszeniert wurde dieses Bühnenstück von dem Oscar-Preisträger Christopher Hampton. Daran schloss sich eine elfmonatige Beschäftigung im Burgtheater in Wien an. Das Burgtheater hat den Ruf als eine der berühmtesten Bühnen Europas. Im Zeitraum 2012–2019 war Hager auch immer mal wieder an den Wiener Kammerspielen engagiert. Ebenso war er im Zeitraum 2017 bis 2019 am Landestheater Niederösterreich schauspielerisch tätig. Im August 2021 trat er bei den Salzburger Festspielen auf. 2020 bildete sich Hager in einem 30-Day Self Tape Challenge weiter ebenso absolvierte er ein Stunt Course Training. Zudem nahm Hager bereits 2017 an einem TTA – Tactical Training for Actors teil und ließ sich von 2015 bis 2017 in der Chekhov Technik ausbilden; auch ein SWAT Training for Film, Movies & TV bei der C.B.T. Stunt Alliance New York absolvierte der Schauspieler. Zudem ließ er sich in Method Acting, Bühnenkampf, Jiu Jitsu und Boxing ausbilden.
2012 wirkte Hager für den ORF als Polizist in der Fernsehserie CopStories mit, in deren Mittelpunkt der oft harte Arbeitsalltag österreichischer Polizisten steht. Seine erste Hauptrolle in einem Kinofilm war 2016 die Rolle des Rene, seines Zeichens ein liebevoller aber gleichzeitig brutaler Zuhälter, in dem Sopogro Film Übergeil. Gedreht wurde abwechselnd in Wien und in Kroatien. In dem Filmdrama Die Farbe des Chamäleons, der 2020 erschien, ist Hager in der Rolle des Kevin besetzt. Der Film stellt das Regie- und Drehbuchdebüt von Jürgen Klaubetz dar.  

## Filmografie (Auswahl)
– Kino –
- 2015: Moloch
- 2016: The Final Performance
- 2016: Agonie
- 2016: Übergeil
- 2020: Die Farbe des Chamäleons

– Fernsehen –
- 2012: CopStories (Serie, 8 Episoden)
- 2016: Das Sacher. In bester Gesellschaft (Miniserie, 2 Teile)
- 2016: The Mystic Nine (Lao jiu men; Serie, Folge 1.3)
- 2016: 200 Jahre Österreichische Nationalbank
- 2017: The old Nine Gates Treasure Hunt / Mercedes-Benz

## Theater (Auswahl)
- 2011: Du bleibst bei mir – Volkstheater Wien, Regie: Michael Sturminger/Michael Schottenberg, Rolle: Russischer Soldat
- 2012, 2013: Sein oder Nichtsein – Theater in der Josefstadt, Regie: Peter Wittenberg, Rolle: Sturmbannführer Klein
- 2014: Die Schüsse von Sarajevo – Theater in der Josefstadt, Regie: Herbert Föttinger, Rolle: Soldat
- 2015: Die Kameliendame – Theater in der Josefstadt, Regie: Torsten Fischer, Rolle: Gentleman
- 2016: Menschen im Hotel – Theater in der Josefstadt, Regie: Cesare Lievi, Rolle: Page
- 2016: Eine dunkle Begierde – Theater in der Josefstadt, Regie: Christopher Hampton, Rolle: SS-Offizier/Krankenpfleger
- 2017: Wie es euch gefällt nach William Shakespeare – Landestheater Niederösterreich, Regie: Gottfried Breitfuß, Rolle: Charles
- 2017, 2018: Die 39 Stufen – Theater in der Josefstadt, Regie: Werner Sobotka, Rolle: Mann 1